# اجیوس
اجیوس (به ایتالیایی: Aggius) یک سکونتگاه مسکونی در ایتالیا است که در استان البیا تمپیو واقع شده‌است.

## خصوصیات
اجیوس ۸۳٫۵ کیلومترمربع مساحت و ۱٬۶۴۳ نفر جمعیت دارد و ۵۱۴ متر بالاتر از سطح دریا واقع شده‌است.